# دورا (دراسة حالة)

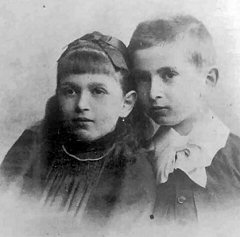
إيدا باور (دورا) وشقيقها أوتو

دورا هو الاسم المستعار الذي قدمه سيغموند فرويد لمريضة شخصها بالهستيريا وعولجت لمدة 11 أسبوعًا في عام 1900، كان أكثر أعراضها الهستيرية وضوحًا هو الأفونيا (فقدان الصوت)، الاسم الحقيقي للمريضة هو إيدا باور (1882–1945) وكان شقيقها أوتو باور عضوًا قياديًا في الحركة النمساوية الماركسية.
نشر فرويد دراسة حالة حول دورا بعنوان " أجزاء من تحليل حالة هستيريا (1905 [1901]، الإصدار القياسي المجلد.7، ص.1-12 (بالألمانية: Bruchstücke einer Hysterie-Analyse).

## تاريخ الحالة

### الخلفية العائلية
عاشت دورا مع والديها -اللذين كان زواجهما خالٍ من الحب، لكنهما كانا في انسجام شديد مع زوجين آخرين هما سيد وسيدة ك، كانت الأزمة التي دفعت والدها إلى جلب دورا إلى فرويد هي اتهامها بأن سيد ك قد حاول ممارسة الجنس معها مما دفعها إلى صفعه على وجهه، نفى سيد ك هذا الاتهام مما جعل والدها لا يصدق ذلك
احتفظ فرويد لنفسه بالحكم الأولي في هذا الأمر، وأخبرته دورا سريعًا أن والدها كان على علاقة مع سيدة ك، وأنها شعرت أنه كان يبيعها خلسة لسيد ك في المقابل، من خلال قبولها في البداية لقراءتها للأحداث تمكن فرويد من إزالة أعراض السعال، ولكن بالضغط عليها لقبول تورطها في هذه الدراما المعقدة بين العائلات بالإضافة إلى جاذبية سيد ك، نفرت مريضته التي أنهت العلاج فجأة بعد 11 أسبوعًا، أفاد فرويد بمرارة بأن ذلك «فشل علاجي».

### أحلام
فكر فرويد في البداية في تسمية الحالة "الأحلام والهستيريا''، وقد ساهمت الحالة في كتابه تفسير الأحلام حيث رأى فرويد الأساس المنطقي لنشر التحليل المجزأ.

روت إيدا حلمين لفرويد. في الأول: 
 كان المنزل يحترق. كان والدي يقف بجانب سريري ويوقظني، أرتديت ملابسي سريعًا. أرادت أمي التوقف وإنقاذ علبة الجواهر، لكن أبي قال لها: «أرفض أن أحرق نفسي وطفليّ من أجل المجوهرات الخاصة بك». أسرعنا في الطابق السفلي وبمجرد أن وصلت للخارج استيقظت. 
 الحلم الثاني أطول بكثير: 
 كنت أتجول في بلدة لم أكن أعرفها، رأيت شوارع وميادين غريبة بالنسبة لي، ثم دخلت إلى المنزل حيث كنت أعيش وذهبت إلى غرفتي ووجدت رسالة من أمي ملقاة هناك. كتبت قائلة إنني عندما غادرت المنزل دون علم والديّ لم ترغب في الكتابة إليّ لتقول إن أبي مريض وواصلت «لقد مات الآن وإذا أردت يمكنك أن تأتي»، ثم ذهبت إلى المحطة وسألت مائة مرة: «أين المحطة؟» في كل مرة كنت أحصل على الجواب: «خمس دقائق»، ثم رأيت خشبًا سميكًا أمامي دخلت فيه وسألت هناك رجلاً قابلته. قال لي: «ساعتان ونصف»، عرض أن يرافقني لكنني رفضت وذهبت وحدي. رأيت المحطة أمامي ولم أستطع الوصول إليها. في الوقت نفسه كان لدي شعور غير عادي بالقلق الذي يشعر به المرء في الأحلام عندما لا يستطيع المضي قدمًا، ثم وجدتني في المنزل، لا بد أنني كنت أسافر في هذه الأثناء لكنني لم أكن أعرف شيئًا عن ذلك. دخلت إلى مأوى بورتر واستفسرت عن شقتنا، فتحت خادمة الباب لي وأجابت بأن أمي والآخرين موجودون بالفعل في المقبرة. 
 يقرأ فرويد كلا الحلمين على أنهما يشيران إلى الحياة الجنسية لإيدا باور (الحالة التي جعلتها في خطر كونها رمزًا للعذرية التي فشل والدها في حمايتها من سيد ك، وقد فسَّر محطة السكة الحديد في الحلم الثاني على أنها رمز مماثل، كان إصرار فرويد على أن إيدا (دورا) قد استجابت لتقدم سيد ك لها برغبتها ينفرها بشكل متزايد فكان يقول لها باستمرار «أنت خائفة من سيد ك لكنك أكثر خوفًا من نفسك من إغراء الخضوع له»،
في النهاية يرى فرويد أن إيدا تقوم بقمع رغبة والدها ورغبة سيد ك ورغبة سيدة ك أيضًا. عندما توقفت فجأة عن علاجها بشكل رمزي فقط في 1 يناير 1901 أدى ذلك إلى خيبة أمل فرويد، رأى فرويد هذا على أنه فشله كمحلل فرض تجاهله للتحويل.
بعد عام واحد (أبريل 1902) عادت إيدا لرؤية فرويد للمرة الأخيرة وأوضحت أن أعراضها قد اختفت في الغالب وذلك لأنها واجهت عائلة ك الذين اعترفوا بأنها كانت على حق طوال الوقت لكنّها عانت مؤخرًا من آلام في وجهها. أضاف فرويد تفاصيل هذا إلى تقريره لكنه لا يزال يعتبر عمله فاشلاً بشكل عام. و (بعد ذلك بكثير) أضاف هامشًا باللوم على نفسه لعدم التأكيد على ارتباط إيدا بسيدة ك بدلاً من سيد ك زوجها.

### تفسير فرويد
من خلال التحليل يفسر فرويد هستيريا إيدا على أنها مظهر من مظاهر الغيرة تجاه العلاقة بين سيدة ك ووالدها، جنبًا إلى جنب مع المشاعر المختلطة للنهج الجنسي لسيد ك لها. على الرغم من أن فرويد أصيب بخيبة أمل من النتائج الأولية للحالة إلا أنه اعتبرها مهمة لأنها رفعت وعيه بظاهرة الانتقال والتي ألقى باللوم فيها على إخفاقاته الظاهرة في القضية.
أعطاها فرويد اسم "دورا''، ويصف بالتفصيل في علم النفس المرضي للحياة اليومية ما قد تكون دوافعه اللاواعية لاختيار مثل هذا الاسم، كان على خادمة أخته أن تتخلى عن اسمها الحقيقي -روزا- عندما قبلت الوظيفة لأن أخت فرويد سميت أيضًا روزا وأخذت اسم "دورا" بدلاً من ذلك، وهكذا عندما احتاج فرويد إلى اسم لشخص لا يمكنه الاحتفاظ باسمه الحقيقي (هذه المرة من أجل الحفاظ على سرية هوية مريضه) كان دورا هو الاسم الذي خطر بباله.

## روابط خارجية
- تفسير جاك لاكان لقضية دورا - مقالة على LacanOnline.com
- مقال عن دورا
- مخطط القضية
- دورا فرويد خرافة فيكتورية[وصلة مكسورة] بقلم دوغ ديفيس
- معرض فرويد الذي يحتوي على صور لـ «دورا»